# Димитър Икономов (Кукуш)
 Тази статия е за кукушкия деец на ВМОРО.  За дойранския вижте Мицо Тенчев.  За други хора на име Димитър Икономов вижте Димитър Икономов.
Димитър (Мицо, Мице) Тенов (Тенчов) Икономов е български революционер, деец на Вътрешната македоно-одринска революционна организация, зъболекар.

## Биография
Димитър Икономов е роден в град Кукуш, който тогава е в Османската империя, днес Килкис, Гърция, през 1878 година. Родителите му Тено Икономов и Магда Янова имат осем деца. Негов по-голям брат е Гоце Икономов, участник в създаването през 1895 година на кукушкия революционен комитет, а по-малък брат е Иван (Вано) Икономов, също революционер.
През 1898 година завършва с тринадесетия випуск Солунската българска мъжка гимназия и става учител. Преподава в родния си Кукуш (1898–1899) и в щипската  махала Ново село (1899–1900), като едновременно е и член на околийските комитети на ВМОРО. През 1901 година властите го арестуват, осъждат на 6 години и заточение.
Амнистиран е в началото на 1903 година, но скоро получава нова 15-годишна присъда и е затворен в Куршумли хан в Скопие. В 1906 година е отново амнистиран и емигрира в Женева, Швейцария, където завършва стоматология.
През 1917–1918 година е военен зъболекар, подпоручик в 11-и пехотен полк. По-късно работи като зъболекар в Скопие, а след това емигрира в Ню Йорк, САЩ.
Женен за Цвета Икономова, имат две деца – Ацо и Любка.

## Родословие
|                          |                          |                          |                          | Тено Икономов            | Тено Икономов            | Тено Икономов | Тено Икономов | Тено Икономов                  | Тено Икономов                  |                                |                                | Магда Янова                    | Магда Янова                    | Магда Янова | Магда Янова | Магда Янова                 | Магда Янова                 |                             |                             |                             |                             |  |  |                           |                           |                           |                           |                           |                           |  |  |  |  |  |  |  |  |  |  |
|                          |                          |                          |                          | Тено Икономов            | Тено Икономов            | Тено Икономов | Тено Икономов | Тено Икономов                  | Тено Икономов                  |                                |                                | Магда Янова                    | Магда Янова                    | Магда Янова | Магда Янова | Магда Янова                 | Магда Янова                 |                             |                             |                             |                             |  |  |                           |                           |                           |                           |                           |                           |  |  |  |  |  |  |  |  |  |  |
|                          |                          |                          |                          |                          |                          |               |               |                                |                                |                                |                                |                                |                                |             |             |                             |                             |                             |                             |                             |                             |  |  |                           |                           |                           |                           |                           |                           |  |  |  |  |  |  |  |  |  |  |
|                          |                          |                          |                          |                          |                          |               |               |                                |                                |                                |                                |                                |                                |             |             |                             |                             |                             |                             |                             |                             |  |  |                           |                           |                           |                           |                           |                           |  |  |  |  |  |  |  |  |  |  |
| Гоце Икономов (1876 – ?) | Гоце Икономов (1876 – ?) | Гоце Икономов (1876 – ?) | Гоце Икономов (1876 – ?) | Гоце Икономов (1876 – ?) | Гоце Икономов (1876 – ?) |               |               | Димитър Икономов (1878 – 1957) | Димитър Икономов (1878 – 1957) | Димитър Икономов (1878 – 1957) | Димитър Икономов (1878 – 1957) | Димитър Икономов (1878 – 1957) | Димитър Икономов (1878 – 1957) |             |             | Иван Икономов (1881 – 1938) | Иван Икономов (1881 – 1938) | Иван Икономов (1881 – 1938) | Иван Икономов (1881 – 1938) | Иван Икономов (1881 – 1938) | Иван Икономов (1881 – 1938) |  |  | Люба Бичева (1893 – 1978) | Люба Бичева (1893 – 1978) | Люба Бичева (1893 – 1978) | Люба Бичева (1893 – 1978) | Люба Бичева (1893 – 1978) | Люба Бичева (1893 – 1978) |  |  |  |  |  |  |  |  |  |  |
| Гоце Икономов (1876 – ?) | Гоце Икономов (1876 – ?) | Гоце Икономов (1876 – ?) | Гоце Икономов (1876 – ?) | Гоце Икономов (1876 – ?) | Гоце Икономов (1876 – ?) |               |               | Димитър Икономов (1878 – 1957) | Димитър Икономов (1878 – 1957) | Димитър Икономов (1878 – 1957) | Димитър Икономов (1878 – 1957) | Димитър Икономов (1878 – 1957) | Димитър Икономов (1878 – 1957) |             |             | Иван Икономов (1881 – 1938) | Иван Икономов (1881 – 1938) | Иван Икономов (1881 – 1938) | Иван Икономов (1881 – 1938) | Иван Икономов (1881 – 1938) | Иван Икономов (1881 – 1938) |  |  | Люба Бичева (1893 – 1978) | Люба Бичева (1893 – 1978) | Люба Бичева (1893 – 1978) | Люба Бичева (1893 – 1978) | Люба Бичева (1893 – 1978) | Люба Бичева (1893 – 1978) |  |  |  |  |  |  |  |  |  |  |